# Karl Friedrich Scholler
Karl Friedrich Scholler (* 29. Oktober 1807 in Neustadt an der Haardt; † 8. August 1863 in Minfeld) war ein deutscher Theologe, Schriftsteller und Abgeordneter der Zweiten Kammer der Bayerischen Ständeversammlung (1845–1848).

## Leben
Scholler wurde als Sohn eines Siebmachers geboren und besuchte das Gymnasium in Speyer, bevor er von 1827 bis 1831 Theologie in Erlangen studierte. Während seines Studiums wurde er 1827 Mitglied der Burschenschaft Arminia Erlangen. Nach seinem Examen 1831 wurde er Vikar in Vorderweidenthal und Frankenthal, 1833 Pfarrer in Ruchheim, 1844 Dekan in Homburg und 1847 in Landau sowie 1856 Prodekan in Minfeld. Ab 1845 war er für drei Jahre Abgeordneter der Zweiten Kammer der Bayerischen Ständeversammlung.

## Veröffentlichungen
- Italienische Reise. Natur, Volksleben, Kunst und Alterthum. Leipzig 1831.
- Italienische Reise. Band 2: Rom. Leipzig 1832.
- Christian Kapp und seine literarischen Leistungen. Leipzig 1839.
- Vom Rechte des Gewissens. Landau 1856.
- Pfälzer Briefe. Landau 1858.
- Zeugniss der Wahrheit in Sachen der evangelisch-protestantischen Kirche der bayerischen Rheinpfalz. München 1861.